# Lacommande
Lacommande (en béarnais La Comanda ou La Coumande) est une commune française, située dans le département des Pyrénées-Atlantiques en région Nouvelle-Aquitaine. Le gentilé est Lacommandais.

## Géographie

### Localisation
La commune de Lacommande se trouve dans le département des Pyrénées-Atlantiques, en région Nouvelle-Aquitaine.
Elle se situe à 19 km par la route de Pau, préfecture du département, et à 18 km de Mourenx, bureau centralisateur du canton du Cœur de Béarn dont dépend la commune depuis 2015 pour les élections départementales.
La commune fait en outre partie du bassin de vie de Pau.
Les communes les plus proches sont : 
Aubertin (2,1 km), Saint-Faust (4,7 km), Artiguelouve (5,2 km), Cuqueron (5,7 km), Parbayse (6,1 km), Laroin (6,2 km), Arbus (6,2 km), Cardesse (6,6 km), Lasseube (6,7 km).
Sur le plan historique et culturel, Lacommande fait partie de la province du Béarn, qui fut également un État et qui présente une unité historique et culturelle à laquelle s’oppose une diversité frappante de paysages au relief tourmenté.

### Communes limitrophes
Les communes limitrophes sont  Aubertin et Monein.
|        |            |          |
| Monein | Lacommande | Aubertin |
|        |            |          |

Représentations cartographiques de la commune
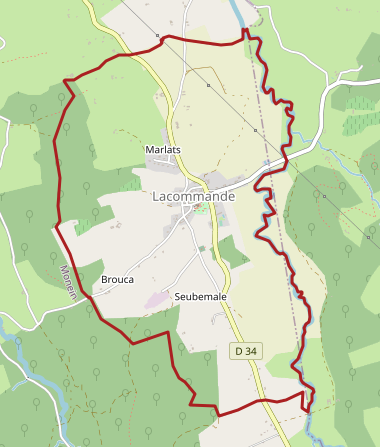
Carte OpenStreetMap.
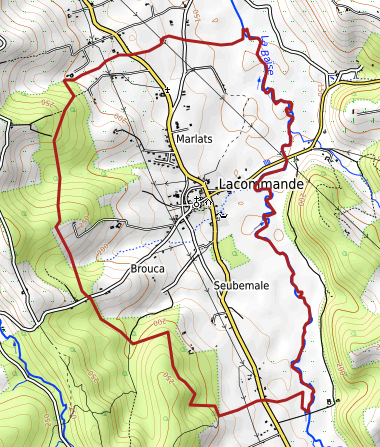
Carte topographique.
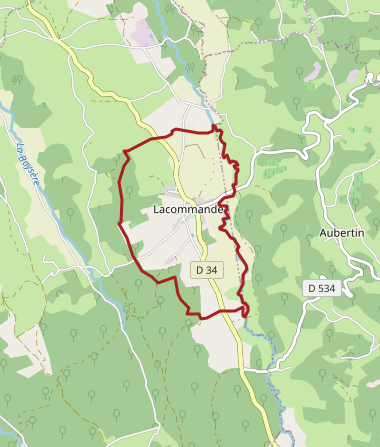
Carte avec les communes environnantes.

### Hydrographie

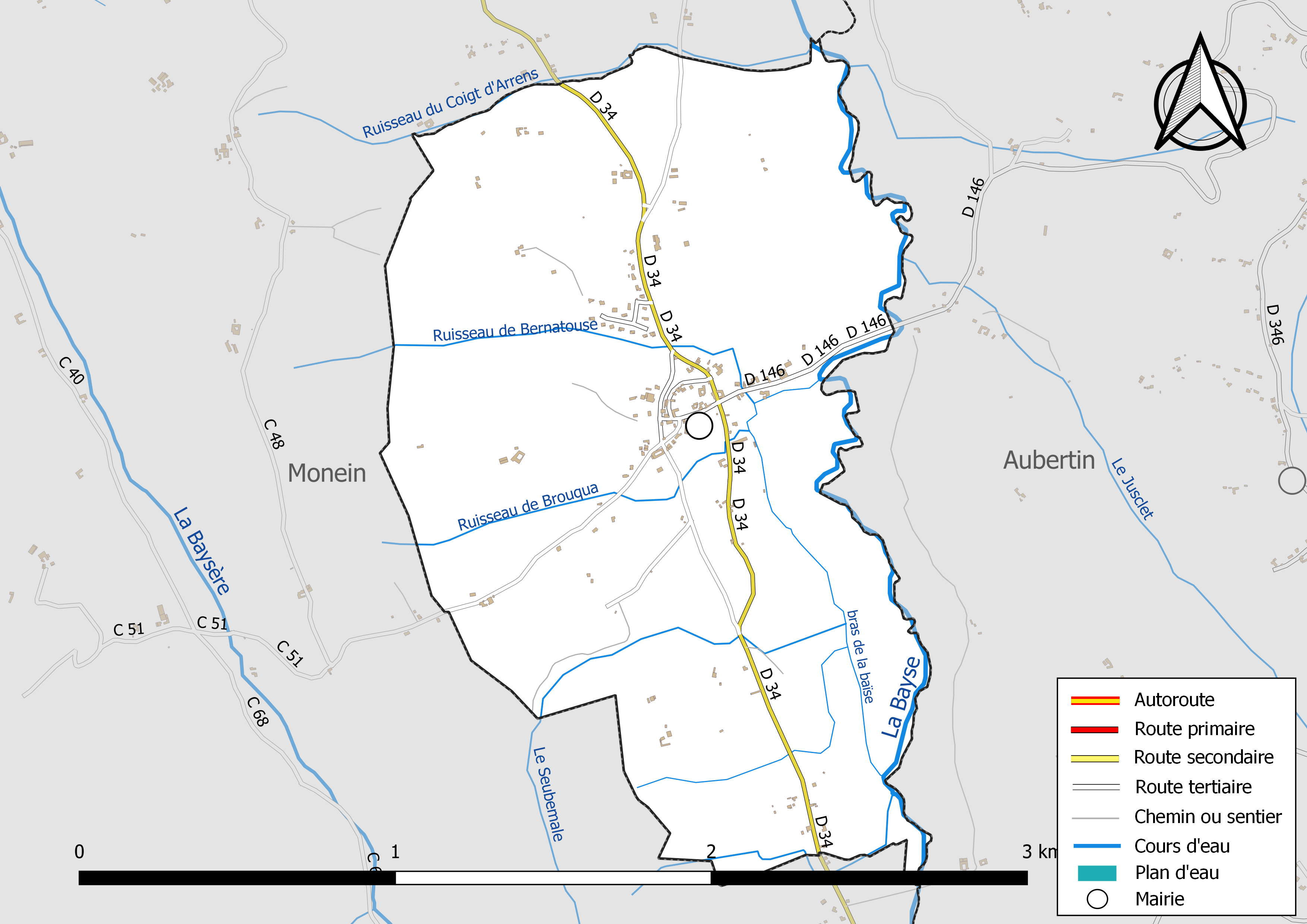
Réseaux hydrographique et routier de Lacommande.

La commune est drainée par la Baïse (ou Bayse) de Lasseube, le Seubemale, le ruisseau de Bernatouse, le ruisseau de Brouqua, le ruisseau du Coigt d'Arrens et par divers petits cours d'eau, constituant un réseau hydrographique de 10 km de longueur totale,.
La Baïse de Lasseube, d'une longueur totale de 40,6 km, prend sa source dans la commune de Lasseubetat s'écoule du sud-est vers le nord-ouest. Elle traverse la commune et se jette dans le gave de Pau à Abidos, après avoir traversé 14 communes.

### Climat
Pour des articles plus généraux, voir Climat de la Nouvelle-Aquitaine et Climat des Pyrénées-Atlantiques.
Historiquement, la commune est exposée à un climat de montagne.  
En 2020, Météo-France publie une typologie des climats de la France métropolitaine dans laquelle la commune est toujours exposée à un climat de montagne et est dans la région climatique Pyrénées atlantiques, caractérisée par une pluviométrie élevée (>1 200 mm/an) en toutes saisons, des hivers très doux (7,5 °C en plaine) et des vents faibles.
Pour la période 1971-2000, la température annuelle moyenne est de 13,3 °C, avec une amplitude thermique annuelle de 14 °C. Le cumul annuel moyen de précipitations est de 1 254 mm, avec 11,3 jours de précipitations en janvier et 8,6 jours en juillet. Pour la période 1991-2020, la température moyenne annuelle observée sur la station météorologique la plus proche, située sur la commune de Monein à 7 km à vol d'oiseau, est de 14,2 °C et le cumul annuel moyen de précipitations est de 1 228,6 mm,. Pour l'avenir, les paramètres climatiques de la commune estimés pour 2050 selon différents scénarios d’émission de gaz à effet de serre sont consultables sur un site dédié publié par Météo-France en novembre 2022.

### Milieux naturels et biodiversité

#### Réseau Natura 2000
Le réseau Natura 2000 est un réseau écologique européen de sites naturels d'intérêt écologique élaboré à partir des Directives « Habitats » et « Oiseaux », constitué de zones spéciales de conservation (ZSC) et de zones de protection spéciale (ZPS).
Un site Natura 2000 a été défini sur la commune au titre de la « directive Habitats » : le « gave de Pau », d'une superficie de 8 194 ha, un vaste réseau hydrographique avec un système de saligues encore vivace,.

#### Zones naturelles d'intérêt écologique, faunistique et floristique
L’inventaire des zones naturelles d'intérêt écologique, faunistique et floristique (ZNIEFF) a pour objectif de réaliser une couverture des zones les plus intéressantes sur le plan écologique, essentiellement dans la perspective d’améliorer la connaissance du patrimoine naturel national et de fournir aux différents décideurs un outil d’aide à la prise en compte de l’environnement dans l’aménagement du territoire.
Une ZNIEFF de type 2 est recensée sur la commune, : 
les « coteaux et vallées "bocagères" du Jurançonnais » (20 986,16 ha), couvrant 23 communes du département.

## Urbanisme

### Typologie
Au 1er janvier 2024, Lacommande est catégorisée commune rurale à habitat dispersé, selon la nouvelle grille communale de densité à sept niveaux définie par l'Insee en 2022.
Elle est située hors unité urbaine. Par ailleurs la commune fait partie de l'aire d'attraction de Pau, dont elle est une commune de la couronne,. Cette aire, qui regroupe 227 communes, est catégorisée dans les aires de 200 000 à moins de 700 000 habitants,.

### Occupation des sols

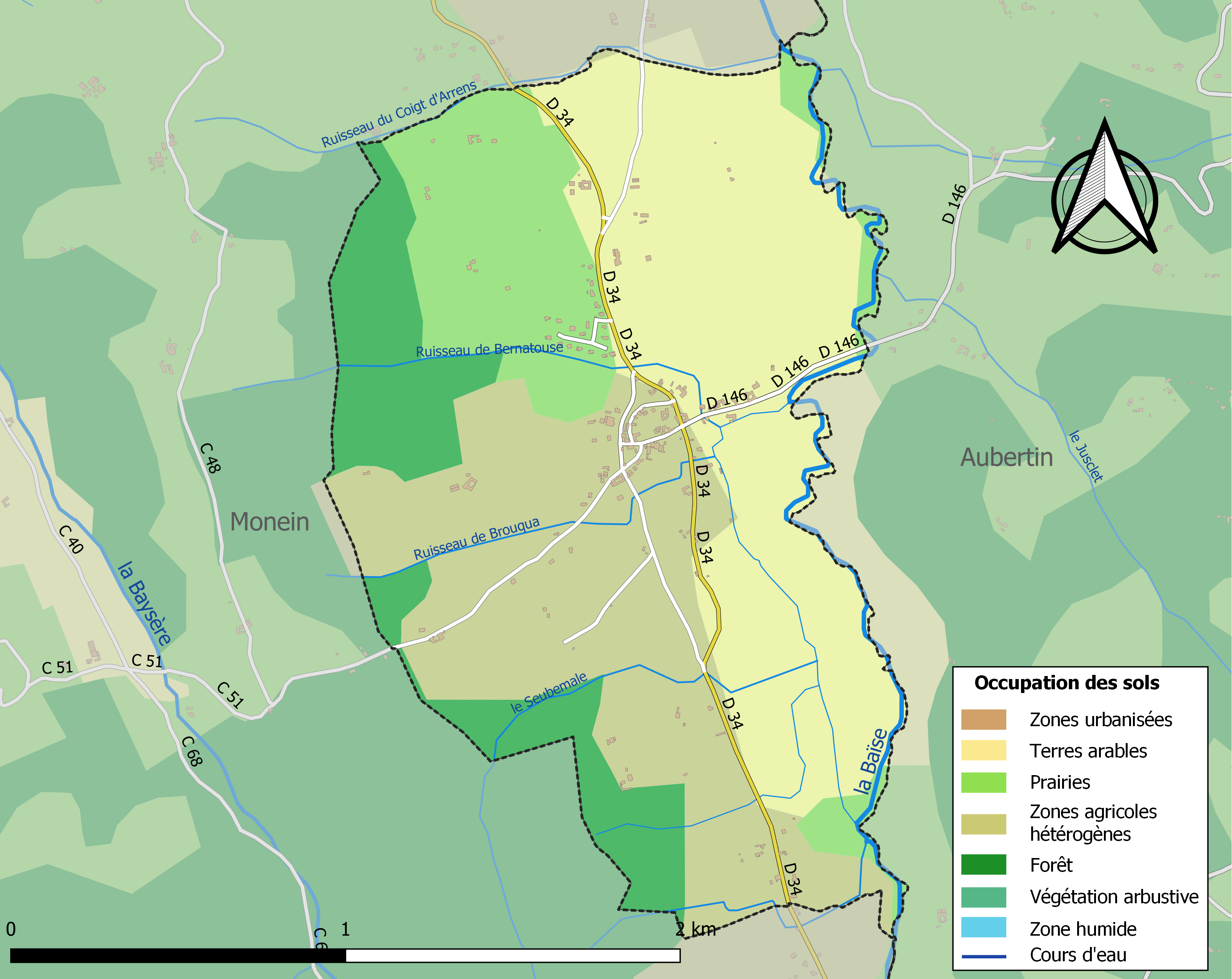
Carte des infrastructures et de l'occupation des sols de la commune en 2018 (CLC).

L'occupation des sols de la commune, telle qu'elle ressort de la base de données européenne d’occupation biophysique des sols Corine Land Cover (CLC), est marquée par l'importance des territoires agricoles (85,7 % en 2018), une proportion identique à celle de 1990 (85,7 %). La répartition détaillée en 2018 est la suivante : 
terres arables (36,9 %), zones agricoles hétérogènes (33,3 %), prairies (15,6 %), forêts (14,3 %). L'évolution de l’occupation des sols de la commune et de ses infrastructures peut être observée sur les différentes représentations cartographiques du territoire : la carte de Cassini (XVIIIe siècle), la carte d'état-major (1820-1866) et les cartes ou photos aériennes de l'IGN pour la période actuelle (1950 à aujourd'hui).

### Lieux-dits et hameaux
Lieux-dits en relation avec la végétation: bernata (aunaie), broucà ou brouqua (bruyères), cassiau (bois de chêne), heugère (fougeraie), lagreula (houssaie), laubadère (plantation d’arbres à bois blanc), sescaà (végétation de fond de vallon humide).
 
Lieux-dits en relation avec la topographie et nature du terrain: arrecq (vallon étroit creusé par un ruisseau), barthe (terrain humide en bord de rivière), marlat (terrain marneux), seubemale (mauvaise forêt), terrerét (petit tertre sur lequel s’élève l’église).
 
Autres : esparets ( ?), pelegry (pèlerin).

Lotissement du Marlat sur la route de Monein

### Risques majeurs
Le territoire de la commune de Lacommande est vulnérable à différents aléas naturels : météorologiques (tempête, orage, neige, grand froid, canicule ou sécheresse), inondations et séisme (sismicité moyenne). Un site publié par le BRGM permet d'évaluer simplement et rapidement les risques d'un bien localisé soit par son adresse soit par le numéro de sa parcelle.
Certaines parties du territoire communal sont susceptibles d’être affectées par le risque d’inondation par une crue torrentielle ou à montée rapide de cours d'eau, notamment la Baïse de Lasseube. La commune a été reconnue en état de catastrophe naturelle au titre des dommages causés par les inondations et coulées de boue survenues en 1982, 1983, 1988, 2008, 2009 et 2014,.

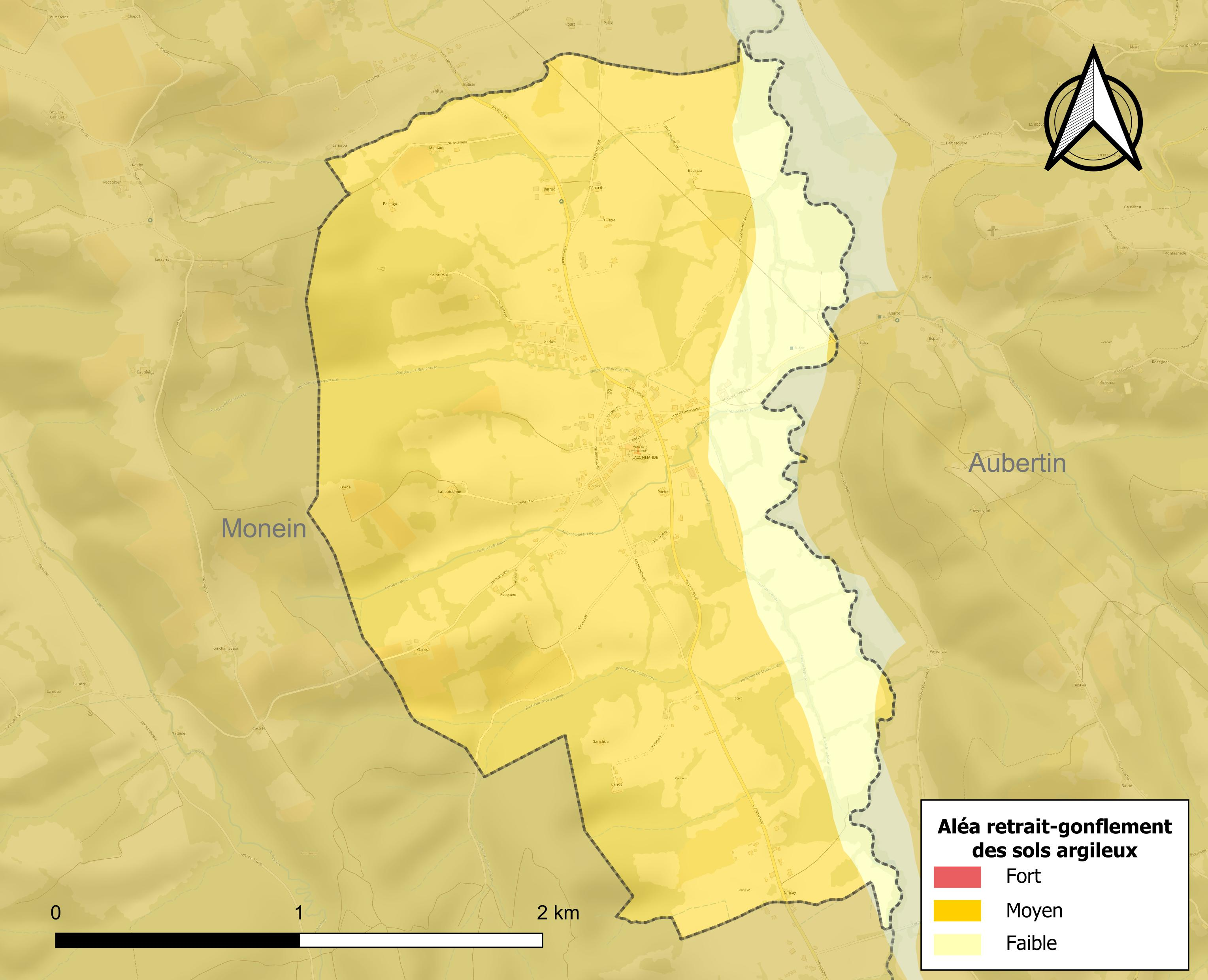
Carte des zones d'aléa retrait-gonflement des sols argileux de Lacommande.

Le retrait-gonflement des sols argileux est susceptible d'engendrer des dommages importants aux bâtiments en cas d’alternance de périodes de sécheresse et de pluie. 84,3 % de la superficie communale est en aléa moyen ou fort (59 % au niveau départemental et 48,5 % au niveau national). Depuis le 1er octobre 2020, en application de la loi ELAN, différentes contraintes s'imposent aux vendeurs, maîtres d'ouvrages ou constructeurs de biens situés dans une zone classée en aléa moyen ou fort,.

## Toponymie
Lacommande dérive tout simplement de commanderie. Désigné en 1128 comme hôpital du Faget d’Aubertin, ce lieu devient en effet commanderie d’Aubertin au début du XIIIe siècle, puis la Commande d’Aubertin sous l’Ancien Régime, avant que ne soit créée la commune de Lacommande à la Révolution.
Son nom béarnais est La Comanda ou La Coumande.

## Histoire
Dans les années 1115-1118, Gaston IV de Béarn, dit le Croisé, entreprend la construction d’un relais hospitalier, l'Espitau deu Faget d'Aubertii, entre les villes épiscopales de Lescar et d’Oloron, sur un très ancien chemin qui se prolonge vers l’Espagne par la vallée d’Aspe et le col du Somport. Cependant, un petit seigneur local revendique la propriété du sol et de longues batailles juridiques s’ensuivent, jusqu’à ce qu’un accord intervienne en janvier 1128. La charte albertine est passée entre, d’une part, les représentants de Gaston IV et du prieuré de Sainte-Christine-du-Somport, et, d’autre part, les successeurs du seigneur de Bedosse. Ces derniers ayant été dédommagés par 90 brebis pleines, l’hôpital peut continuer à se développer sous la conduite de chanoines réguliers de Saint-Augustin affiliés au prieuré de Sainte-Christine-du-Somport. Des terres sont défrichées entre la Bayse et le haut du coteau vers l’ouest et une église contigüe à l’hôpital est construite vers 1130-1140.
Les bulles des papes Eugène III en 1151 et Innocent III en 1216, font état de l’église d’Aubertin avec l’hôpital et toutes ses dépendances… au service des pauvres et des étrangers. Les étrangers (peregrini) incluent aussi bien des chevaliers, commerçants, religieux ou colons qui vont et viennent en Espagne dans le cadre de la Reconquista, que des pèlerins qui se rendent à Compostelle. Les documents de l’époque sont muets sur le flux relatif de ces différents voyageurs, mais ils montrent que l’hôpital d’Aubertin devient rapidement, et pour longtemps, la plus importante antenne du prieuré de Sainte-Christine-du-Somport sur le versant nord des Pyrénées. Les relations sont de nature économique, administrative et financière, alimentées par les retombées de la Reconquête, dans le cadre d’une très étroite collaboration politico-religieuse entre Aragon et Béarn. Ainsi, le prieuré de Sainte-Christine obtient en 1160 du seigneur d’Artiguelouve la cession et la vente de terres et de bois sur la rive droite de la Bayse à l’usage des troupeaux transhumants de Sainte-Christine et de ceux de l’hôpital d’Aubertin. En 1208, le commandeur d’Aubertin, A. de Maurinis, reçoit l’église et le village de Castejón de Valdejasa, domaine reconquis dans la région aragonaise des Cinco Villas. En échange, la commanderie d’Aubertin devra accueillir les bergers et religieux de Sainte-Christine ainsi que des chapitres organisés par le prieur. Le témoignage de chapitres réunissant les frères d’Espagne et de Gascogne en 1233, 1261, 1307 et 1464 nous sont parvenus, celui de 1261 étant consacré à trouver des solutions pour résorber les nombreuses dettes de l’ordre.
Le 7 août 1297, un évènement d’importance se produit à la commanderie d’Aubertin : le vicomte de Béarn et comte de Foix, Roger-Bernard III de Foix et son épouse Marguerite de Béarn signent un contrat de paréage avec le commandeur Fortaner de Pimbo. Le contenu des 17 articles de ce contrat indique qu’au-delà d’un simple paréage, c’est très vraisemblablement de la fondation d’une bastide qu’il est question. L’objectif n’est pas de créer une ville neuve à plan régulier, mais plutôt de conférer à une communauté qui existe depuis bientôt deux siècles un statut juridique privilégié. Le fait que Jean de Béarn, frère naturel de Marguerite, soit à la fois commandeur d’Aubertin et prieur de Sainte-Christine en 1311 montre bien que des liens très étroits subsistent entre les deux établissements.

Lors du dénombrement ordonné par Gaston III de Foix-Béarn en 1385, la commanderie est englobée dans la paroisse d’Aubertin et n’apparaît explicitement que pour trois feux de l’espitàu d’Aubertii. Cependant, une lecture attentive révèle quelques autres maisons situées sur le territoire de la commanderie. La population locale est donc constituée, au minimum, d’une vingtaine de personnes : le commandeur, quelques religieux, des donats et des habitants qui cultivent la terre. À la même époque, l’actuel territoire d’Aubertin appartient pour l’essentiel au seigneur d’Artiguelouve.

Dans un dénombrement effectué en 1538, le commandeur Jean de Borau présente, outre les possessions de la commanderie, une liste de 25 villages dans lesquels il peut « lever des sommes et fiefs » pour des terres, prés ou vignes. À la veille de la Réforme, la commanderie d’Aubertin est prospère. Selon Marca, cette maison hospitalière avoit plus de deux mille cinq cens livres de rente en dismes et en domaine avant la saisie des biens ecclésiastiques de Béarn.Jeanne d’Albret attend le décès du dernier commandeur en place, Balthazar de Borau, pour donner les revenus de la commanderie au capitaine Bertrand d’Espalungue, le 25 septembre 1571, tandis que les chanoines réguliers de Saint-Augustin quittent tous les établissements du réseau de Sainte-Christine-du-Somport. La saisie des biens ecclésiastiques de la commanderie d’Aubertin intervient en 1587 et un nouveau fermier, Jean de Sabaloa, prend possession des lieux.

En 1603, c’est Henri IV qui place un de ses protégés, Pierre de Licerasse, lors de la reprise en main des établissements religieux par les catholiques. En 1610, les Barnabites sont mis en possession de tous les biens qui dépendaient de Sainte-Christine-du-Somport, côté français. Ils s’installent effectivement à la commanderie d’Aubertin vers 1640, après avoir destitué le commandeur Elie de Licerasse qui résistait et ils prennent eux-mêmes le titre et les fonctions de commandeurs. Par ailleurs, le 30 juin 1640, Jean d’Artiguelouve vend le château et le domaine d’Aubertin à François de Navailles. Ainsi, pratiquement au même moment, deux autorités nouvelles apparaissent de part et d’autre de la Bayse : le seigneur de Navailles-Mirepeix sur l’actuel territoire d’Aubertin et les Barnabites sur celui de Lacommande.
 
Les Barnabites vont devoir restaurer l’établissement religieux, reprendre en main les habitants en leur imposant des contrats de nouvel affièvement en 1667, résister à l’annexion par la communauté de Monein, bref remettre à flot une commanderie bien menacée au prix de nombreux procès avec Monein et même avec les Lacommandais qui contestent leur autorité. L’hôpital lui-même est menacé par des ordonnances royales successives pourchassant les établissements qui ne pratiquent plus l’hospitalité et qui détournent les revenus. Néanmoins, lors du dénombrement de 1768, on constate que les Barnabites contrôlent, outre l’hôpital toujours en activité, le territoire de La Commande et même une petite partie du territoire d’Aubertin.

Les archives paroissiales montrent que l’hôpital fonctionne jusqu’à la Révolution française, mais celle-ci met fin de façon abrupte à plus de six siècles de présence religieuse. Les Barnabites quittent les lieux. L’hôpital et le presbytère sont achetés par des particuliers et les terres sont redistribuées entre les habitants. La Commande d’Aubertin devient la commune de Lacommande, administrativement séparée de celle d’Aubertin. Les deux communes continuent cependant à ne constituer qu’une seule paroisse, réunie par la présence de la seule église Saint-Blaise et du cimetière adjacent. Ce n’est qu’en 1867, après la construction d’une église et l’installation d’un cimetière à Aubertin, qu’intervient la séparation définitive en deux paroisses distinctes.

Les aléas de neuf siècles d’histoire ont miraculeusement préservé à Lacommande ce qui peut être considéré comme le seul témoin encore en élévation d’un élément du réseau de Sainte-Christine-du-Somport sur le versant nord des Pyrénées avec, tout en un tenant, une église et un hôpital du XIIe siècle, un ancien cimetière contenant une cinquantaine de stèles funéraires discoïdales des XVIIe et XVIIIe siècles, un gîte pour les pèlerins et une maison qui fut vraisemblablement le domicile du commandeur avant de devenir presbytère, puis propriété d’un particulier à la Révolution et enfin mairie.

## Politique et administration

### Situation administrative

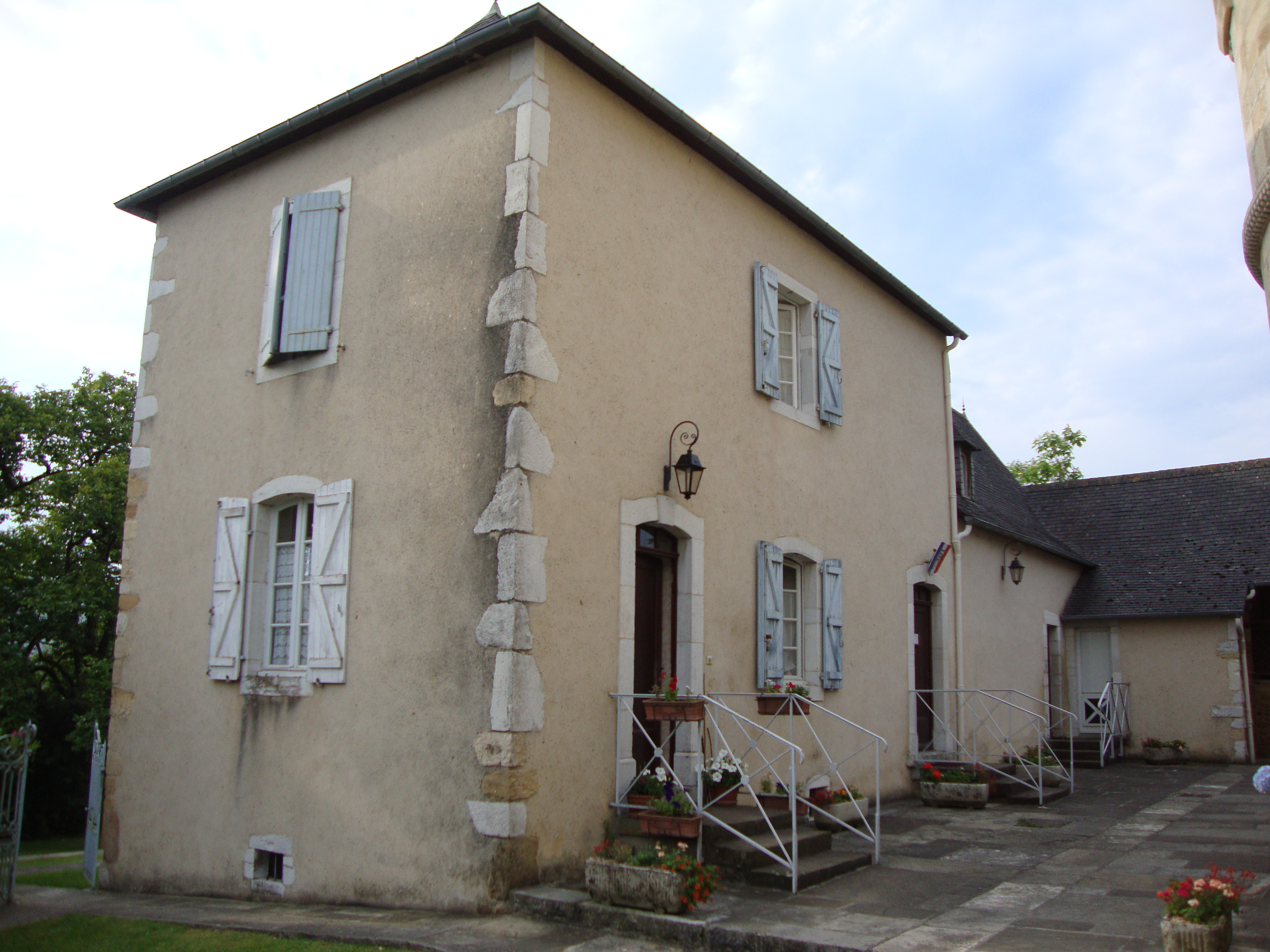
La mairie de Lacommande

Lacommande a fait partie de l'arrondissement d'Oloron-Sainte-Marie jusqu'au 30 décembre 2016. À cette date, elle appartient désormais à celui de Pau.

### Liste des maires
| Période | Période | Identité         | Étiquette | Qualité      |
| ------- | ------- | ---------------- | --------- | ------------ |
| 1959    | 1991    | Rene Camy        | DVG       |              |
| 1991    | 2008    | Alban Barrué     |           |              |
| 2008    | 2020    | Paul Montaut     |           | Contremaître |
| 2020    | -       | Nathalie Dupleix |           |              |

### Intercommunalité
La commune fait partie de quatre structures intercommunales :
- la communauté de communes de Lacq-Orthez ;
- le SIVOM du canton de Lasseube ;
- le SIVU pour l'aménagement et la gestion des cours d'eau du bassin des Baïses ;
- le syndicat intercommunal d’eau et d’assainissement Gave et Baïse.

### Politique environnementale
Dans son palmarès 2023, le Conseil national de villes et villages fleuris de France a attribué deux fleurs à la commune.

## Population et société

### Démographie
L'évolution du nombre d'habitants est connue à travers les recensements de la population effectués dans la commune depuis 1793. Pour les communes de moins de 10 000 habitants, une enquête de recensement portant sur toute la population est réalisée tous les cinq ans, les populations de référence des années intermédiaires étant quant à elles estimées par interpolation ou extrapolation. Pour la commune, le premier recensement exhaustif entrant dans le cadre du nouveau dispositif a été réalisé en 2005.

En 2022, la commune comptait 175 habitants, en évolution de −18,6 % par rapport à 2016 (Pyrénées-Atlantiques : +3,78 %, France hors Mayotte : +2,11 %).
| 1793 | 1800 | 1806 | 1821 | 1831 | 1836 | 1841 | 1846 | 1851 |
| ---- | ---- | ---- | ---- | ---- | ---- | ---- | ---- | ---- |
| 200  | 201  | 222  | 198  | 237  | 264  | 288  | 292  | 318  |

| 1856 | 1861 | 1866 | 1872 | 1876 | 1881 | 1886 | 1891 | 1896 |
| ---- | ---- | ---- | ---- | ---- | ---- | ---- | ---- | ---- |
| 302  | 300  | 283  | 276  | 305  | 315  | 294  | 285  | 276  |

| 1901 | 1906 | 1911 | 1921 | 1926 | 1931 | 1936 | 1946 | 1954 |
| ---- | ---- | ---- | ---- | ---- | ---- | ---- | ---- | ---- |
| 253  | 249  | 250  | 251  | 211  | 203  | 194  | 183  | 160  |

| 1962 | 1968 | 1975 | 1982 | 1990 | 1999 | 2005 | 2006 | 2010 |
| ---- | ---- | ---- | ---- | ---- | ---- | ---- | ---- | ---- |
| 185  | 187  | 191  | 225  | 202  | 172  | 229  | 240  | 231  |

| 2015 | 2020 | 2022 | - | - | - | - | - | - |
| ---- | ---- | ---- | - | - | - | - | - | - |
| 216  | 183  | 175  | - | - | - | - | - | - |

Lacommande fait partie de l'aire d'attraction de Pau.

## Économie
La commune fait partie des zones AOC du vignoble du Jurançon et du Béarn et de celle de l'ossau-iraty.. Son économie est essentiellement agricole, tournée, outre la vigne, vers la polyculture et l'élevage de bovins.

## Culture locale et patrimoine

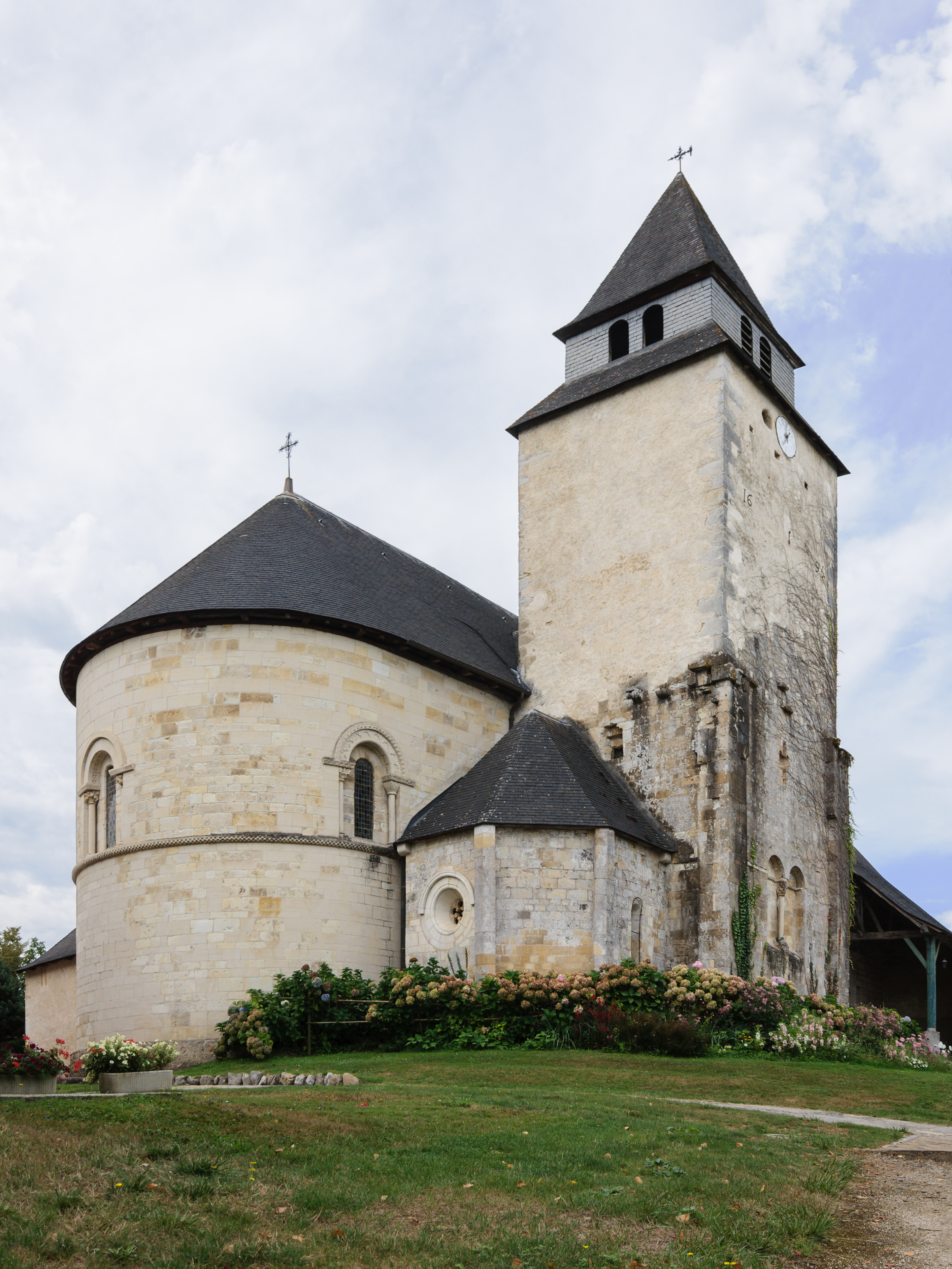
L'église Saint-Blaise, monument historique

### Patrimoine civil
L’ancien hôpital, classé Monument Historique le 12 mars 1962 sous la dénomination de commanderie, fut acheté par le département des Pyrénées-Atlantiques le 12 avril 1983. Après une très importante rénovation, ce bâtiment est devenu un lieu de vie où se tiennent des expositions, des réunions, aux termes d’un heureux partenariat entre le conseil général, la commune de Lacommande et la Route des vins de Jurançon.
Renouant avec une longue tradition d’accueil des pèlerins à Saint-Jacques-de-Compostelle, interrompue à la Révolution, la commune de Lacommande a rénové en 1997 l’ancienne maison Lassalle contigüe à l’hôpital pour la transformer en gîte d’étape entre Lescar et Oloron sur la via Tolosane (ou chemin d’Arles ou chemin de Provence ou GR 653).
Tout près de l’hôpital et d’un lieu où est signalé un pressoir en 1297, la Maison du Jurançon permet au visiteur d’aborder un autre aspect du patrimoine local.

### Patrimoine religieux

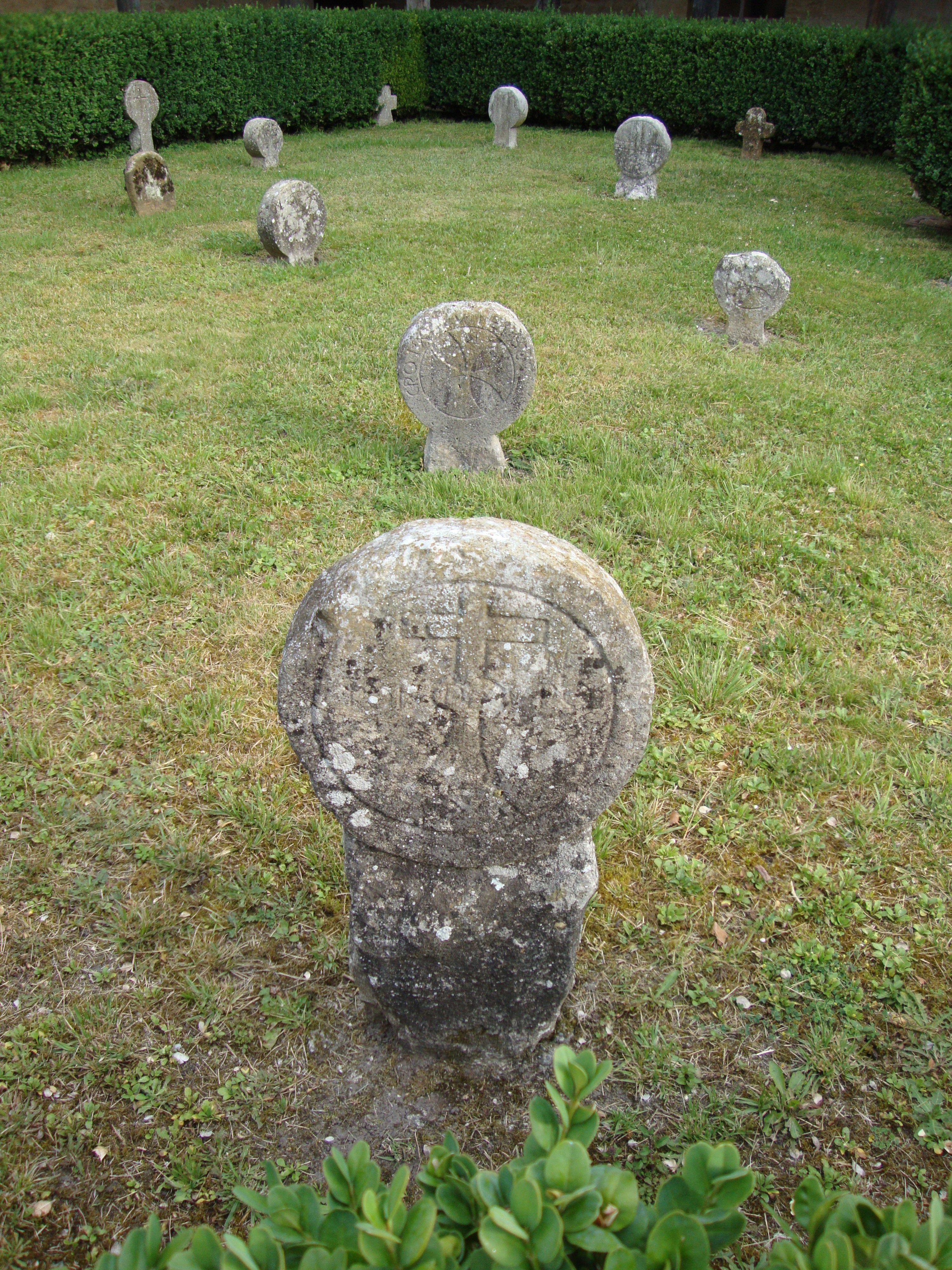
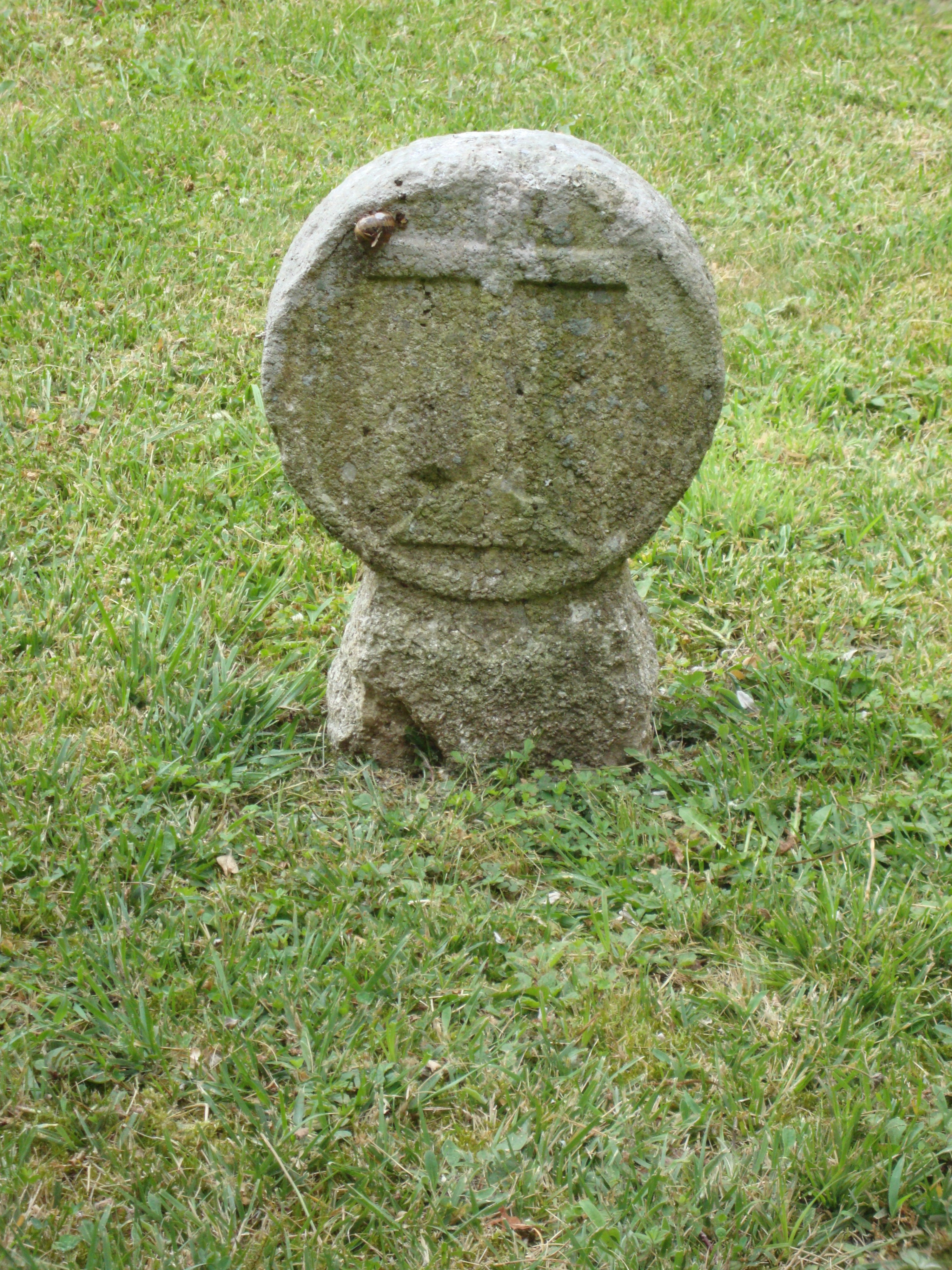
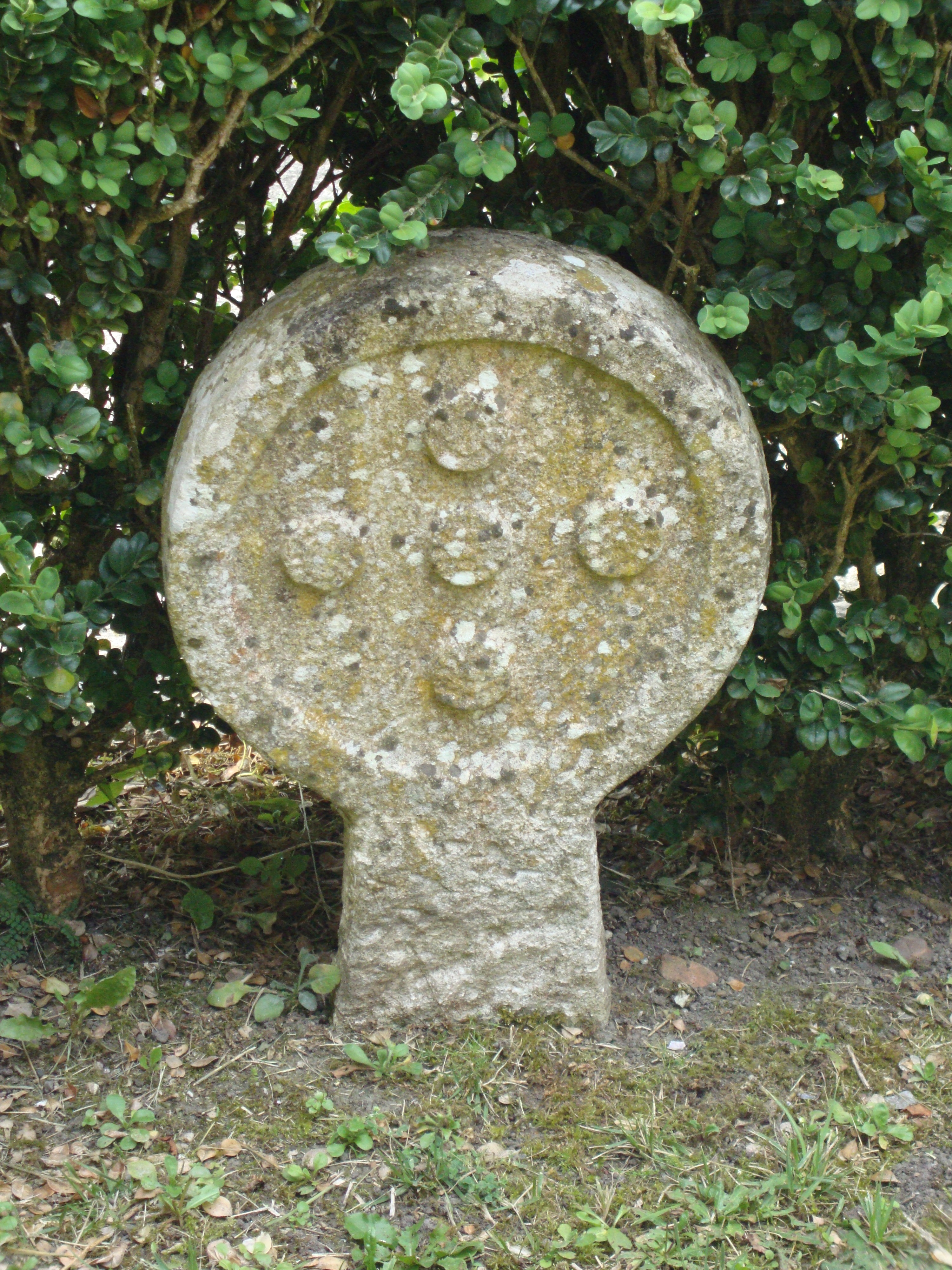
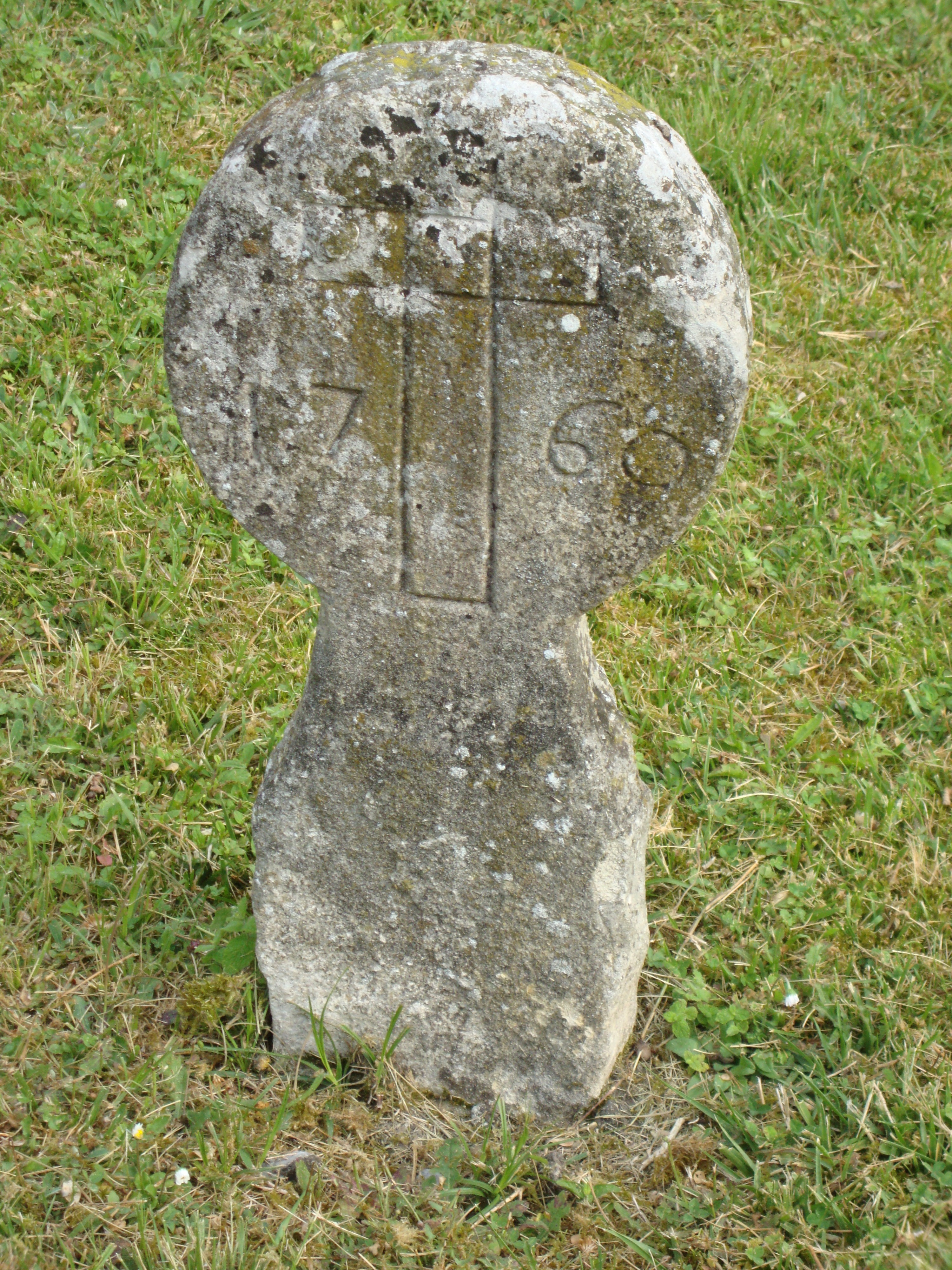
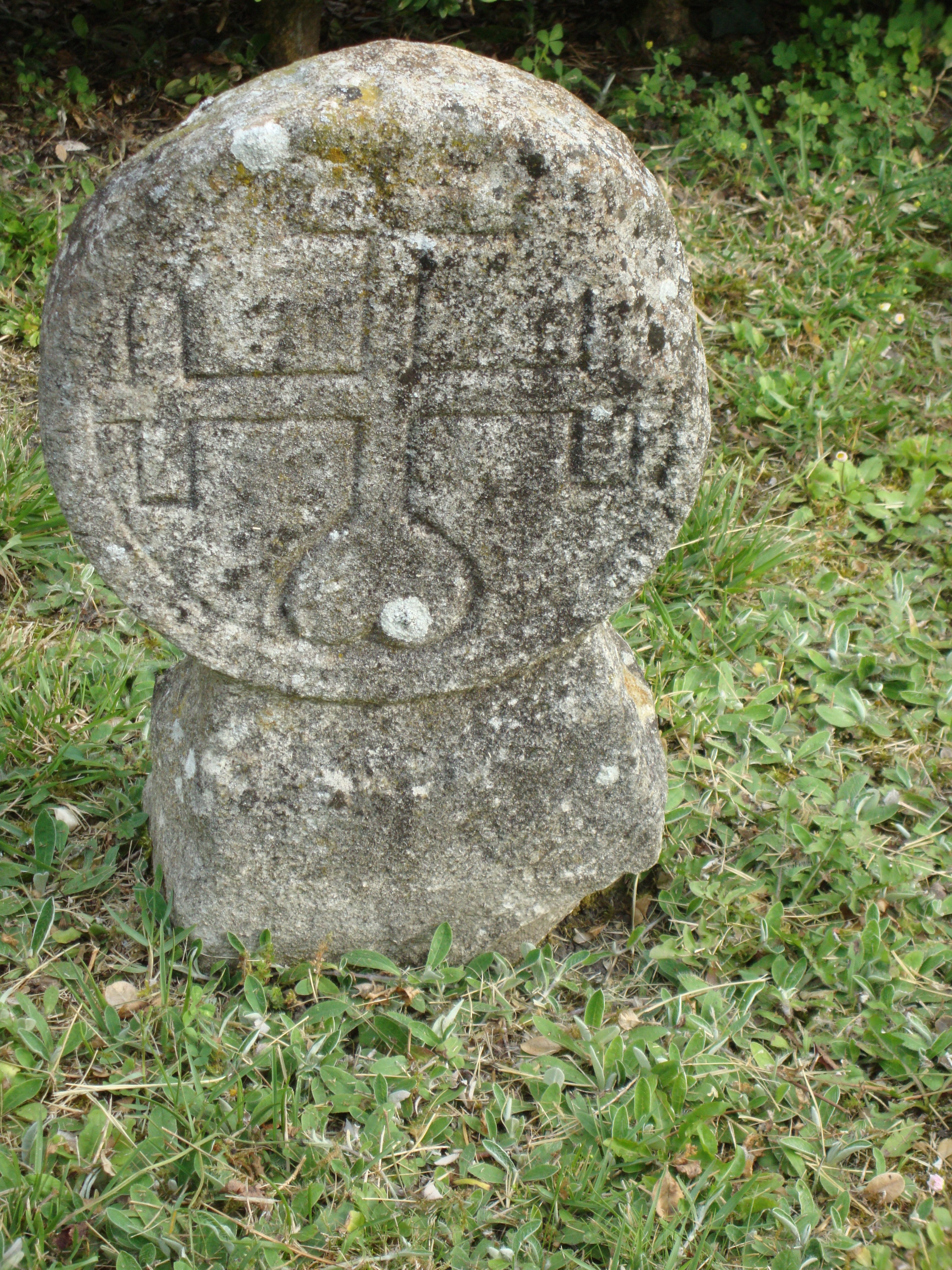
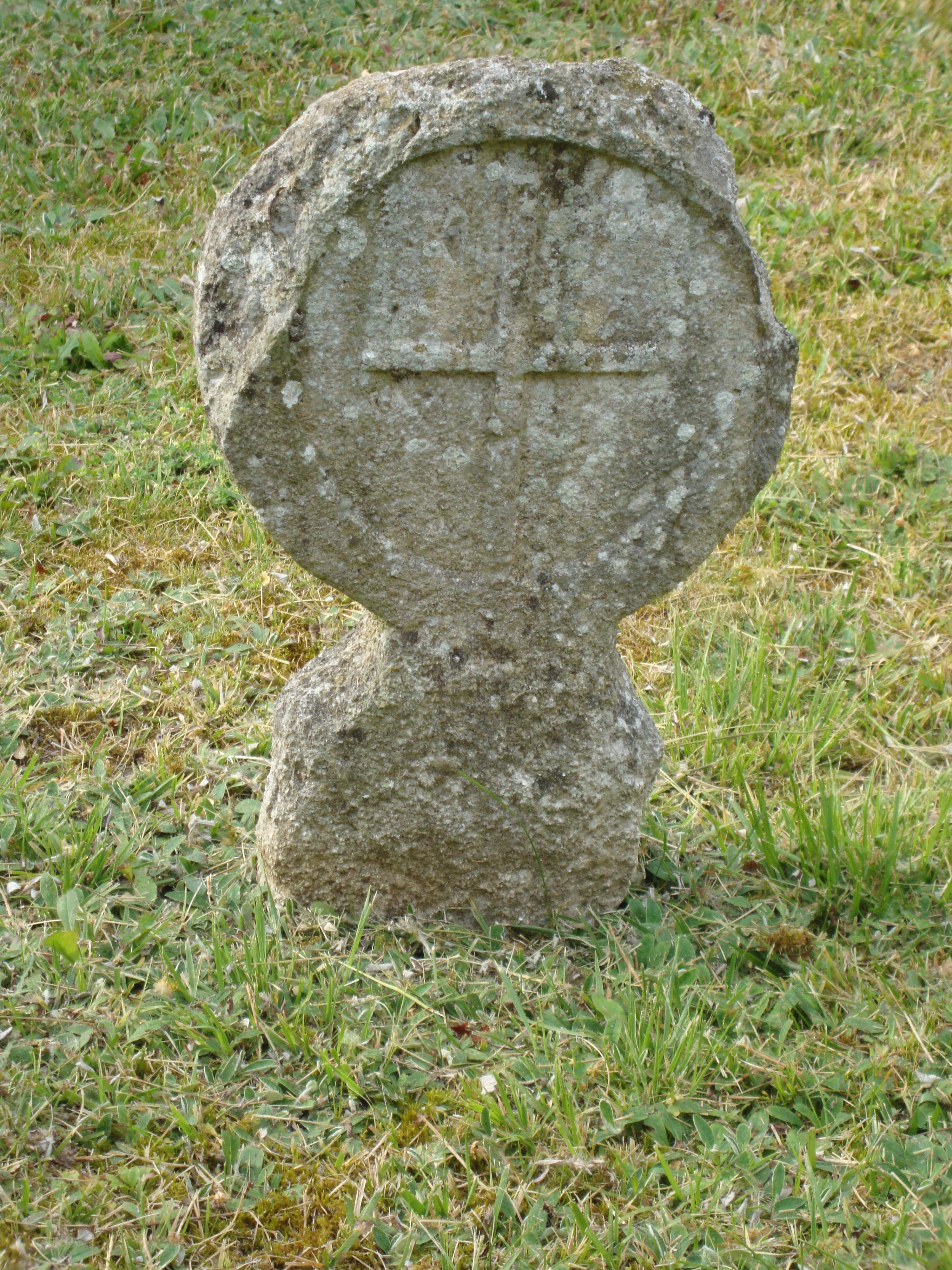
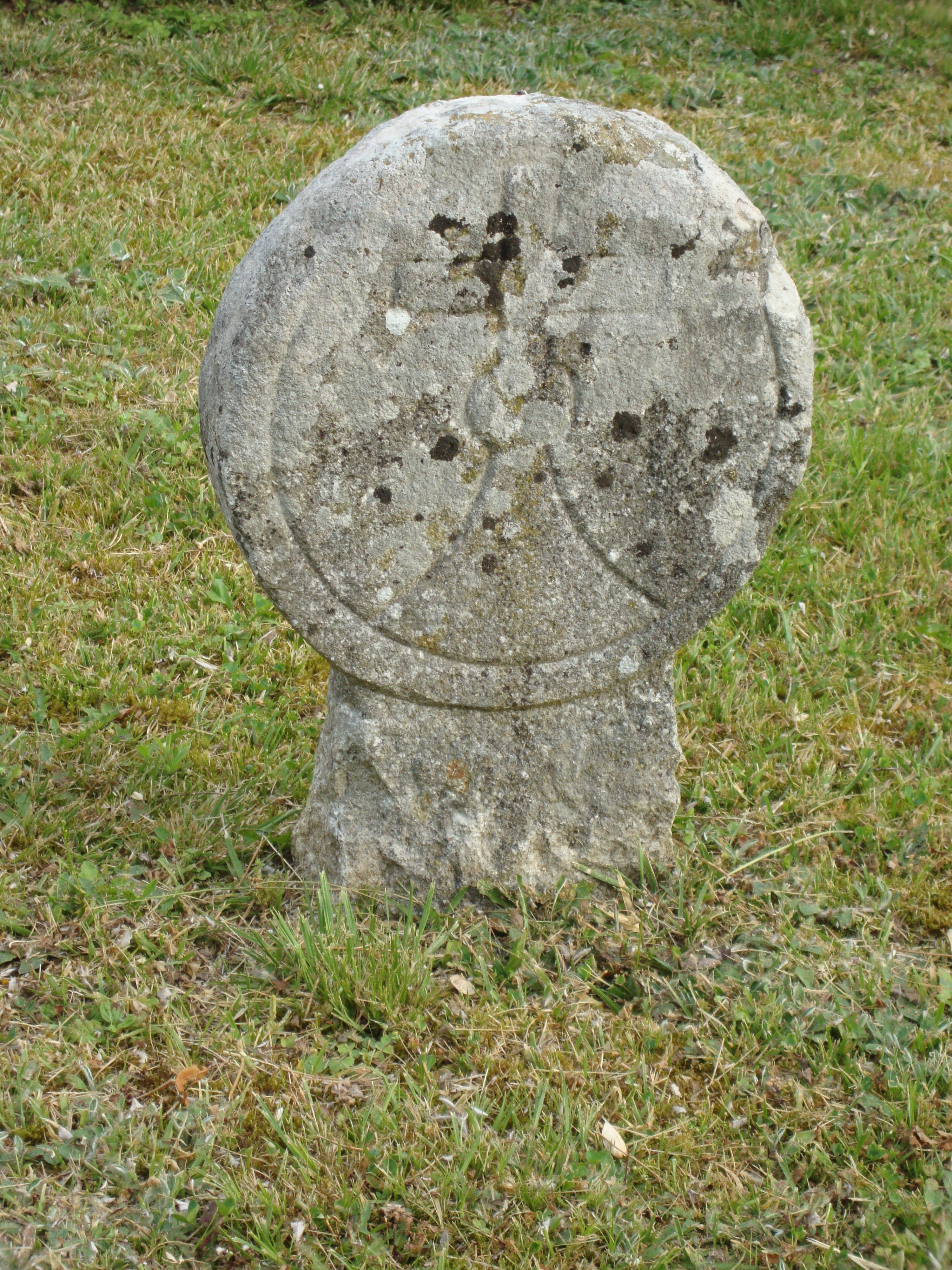

L’église a aussi été classée Monument historique le 12 mars 1962 sous la dénomination d’église Saint-Blaise. Les chapiteaux de l’abside et de l’arc triomphal, miraculeusement bien conservés depuis le milieu du XIIe siècle, constituent sans doute l’aspect le plus remarquable de l’ensemble,.
Ici comme à Sainte-Marie d’Oloron, à Sainte-Engrâce ou à Uncastillo est intervenu le Maître d’Oloron pour représenter des scènes bibliques, des scènes profanes, des motifs floraux et un bestiaire roman.

Chapiteaux romans dans l'abside de l'église Saint-Blaise
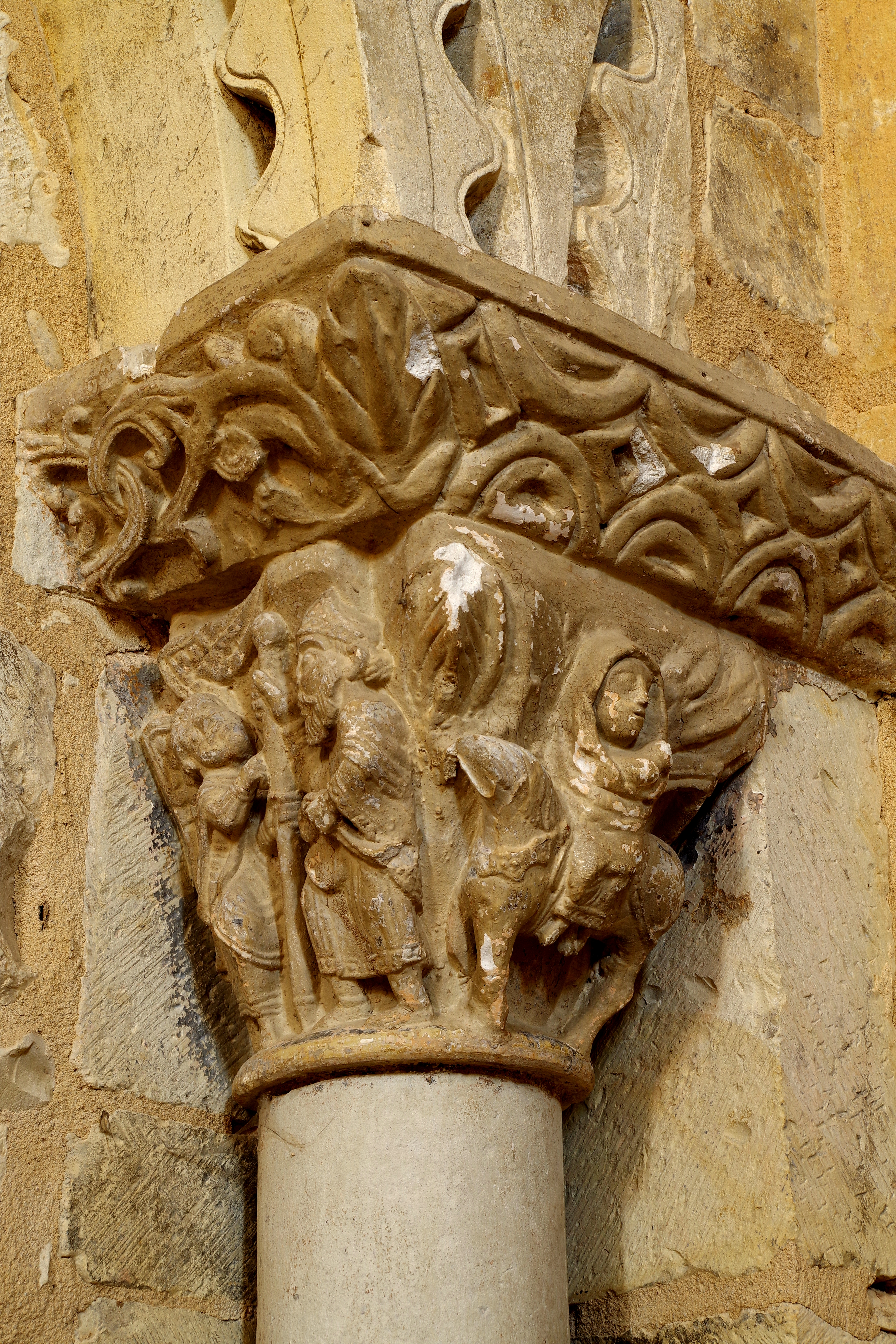
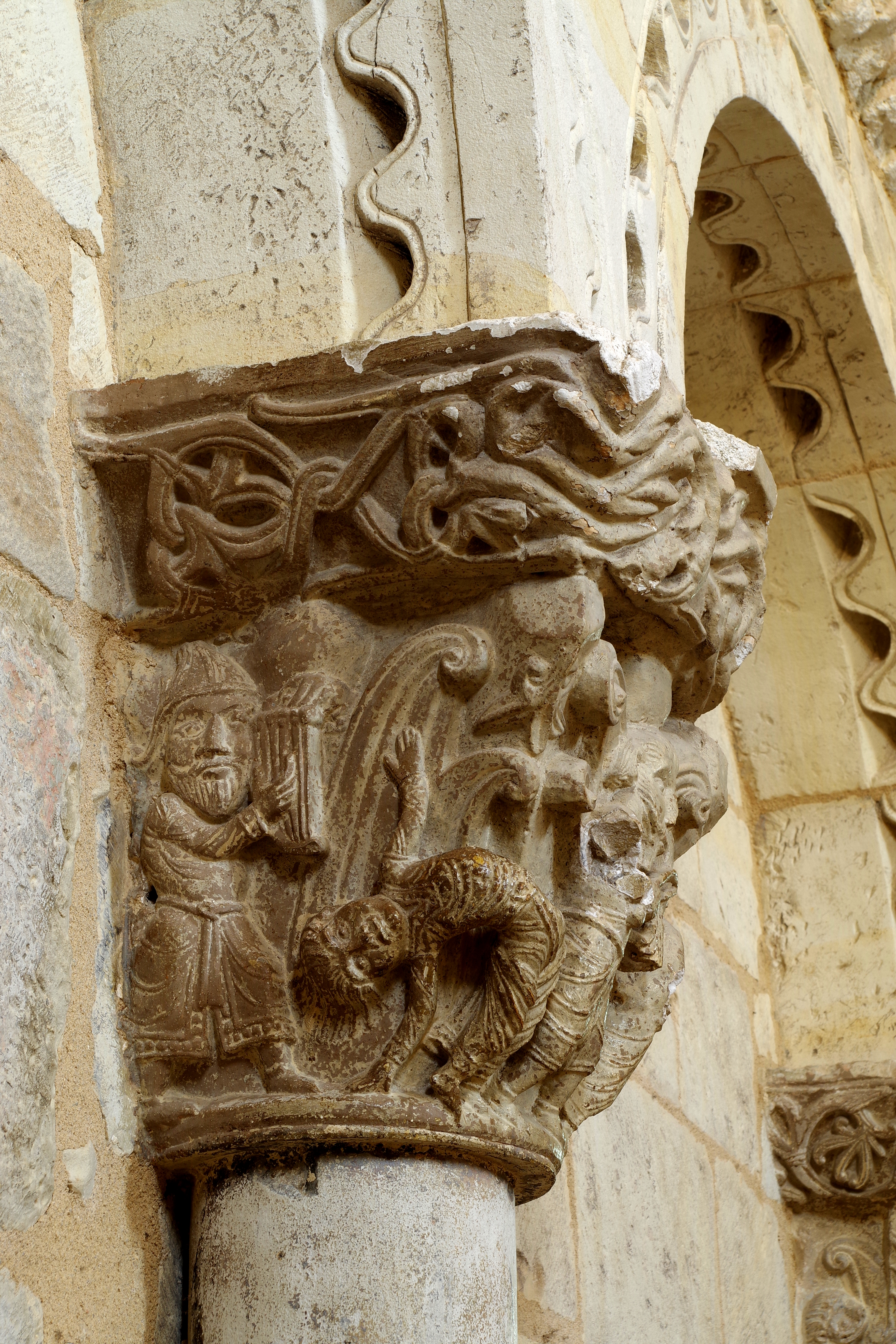
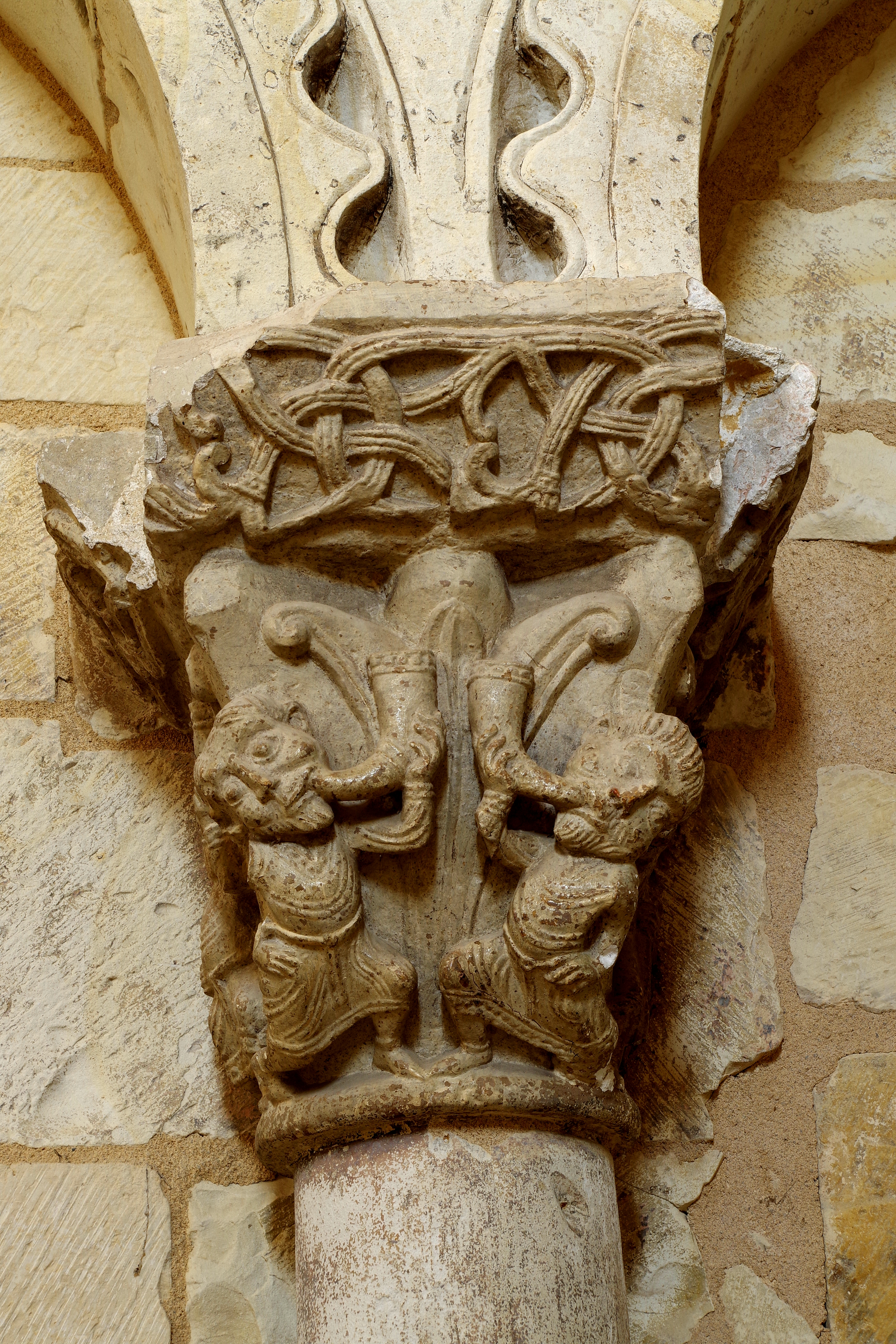
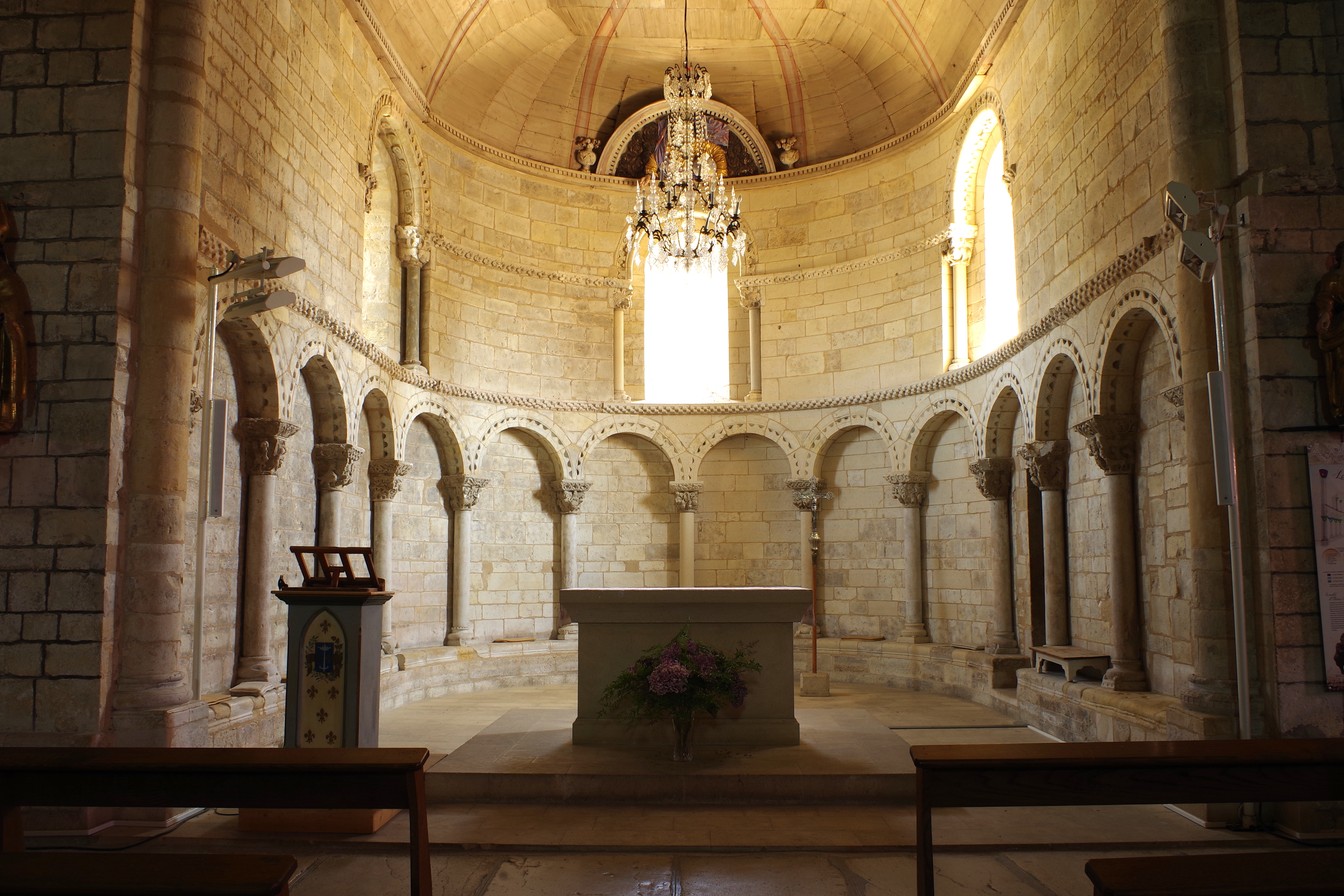
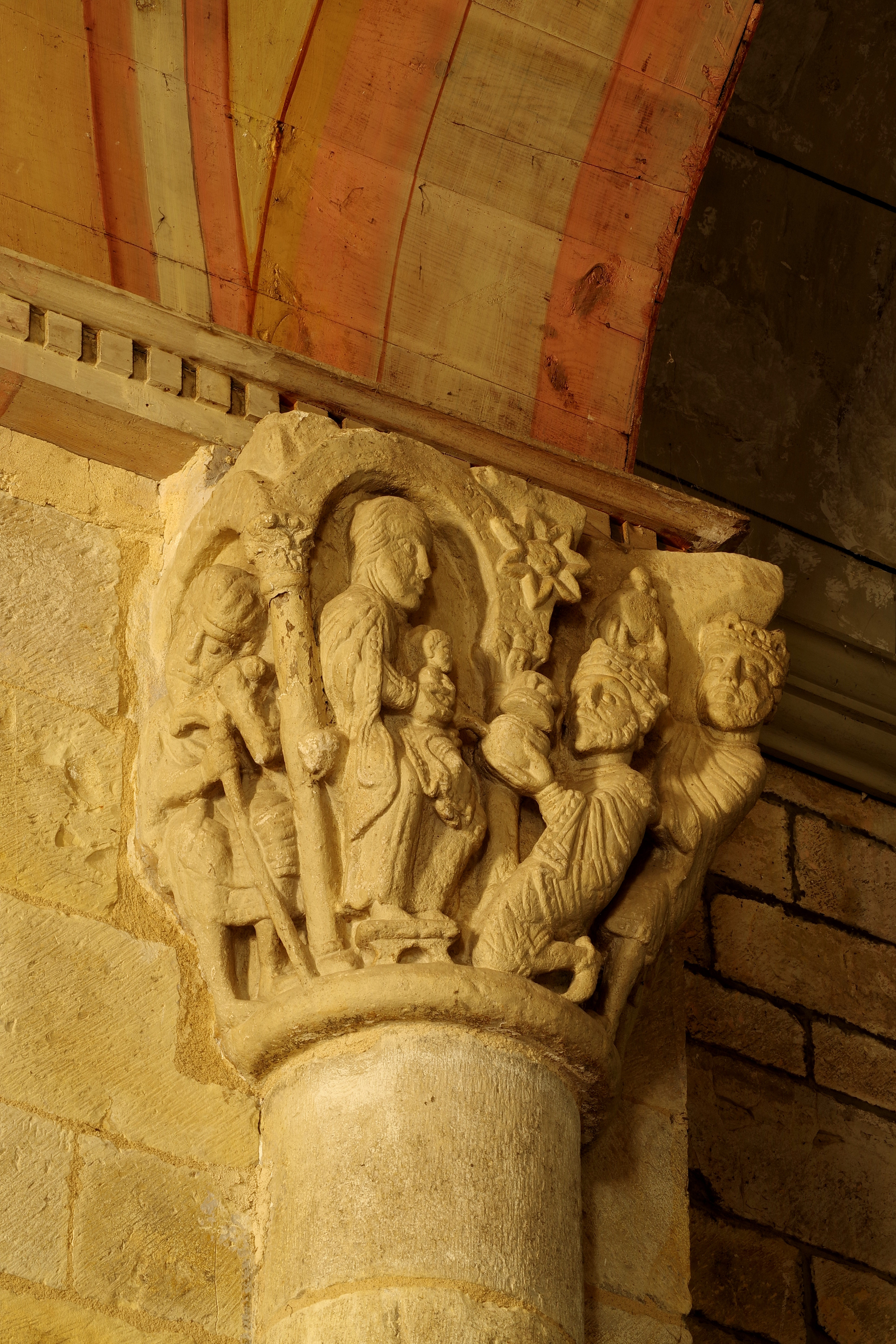
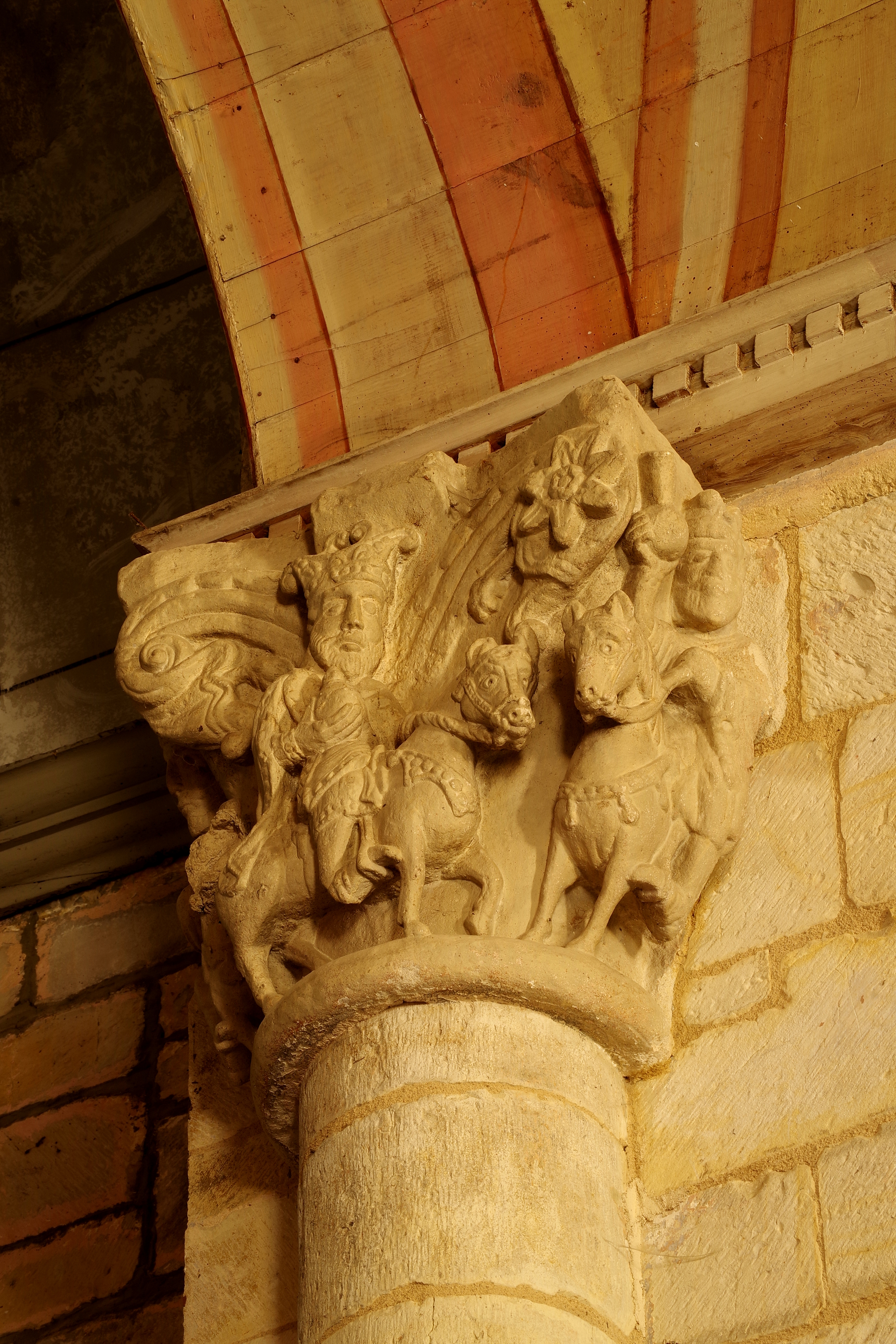
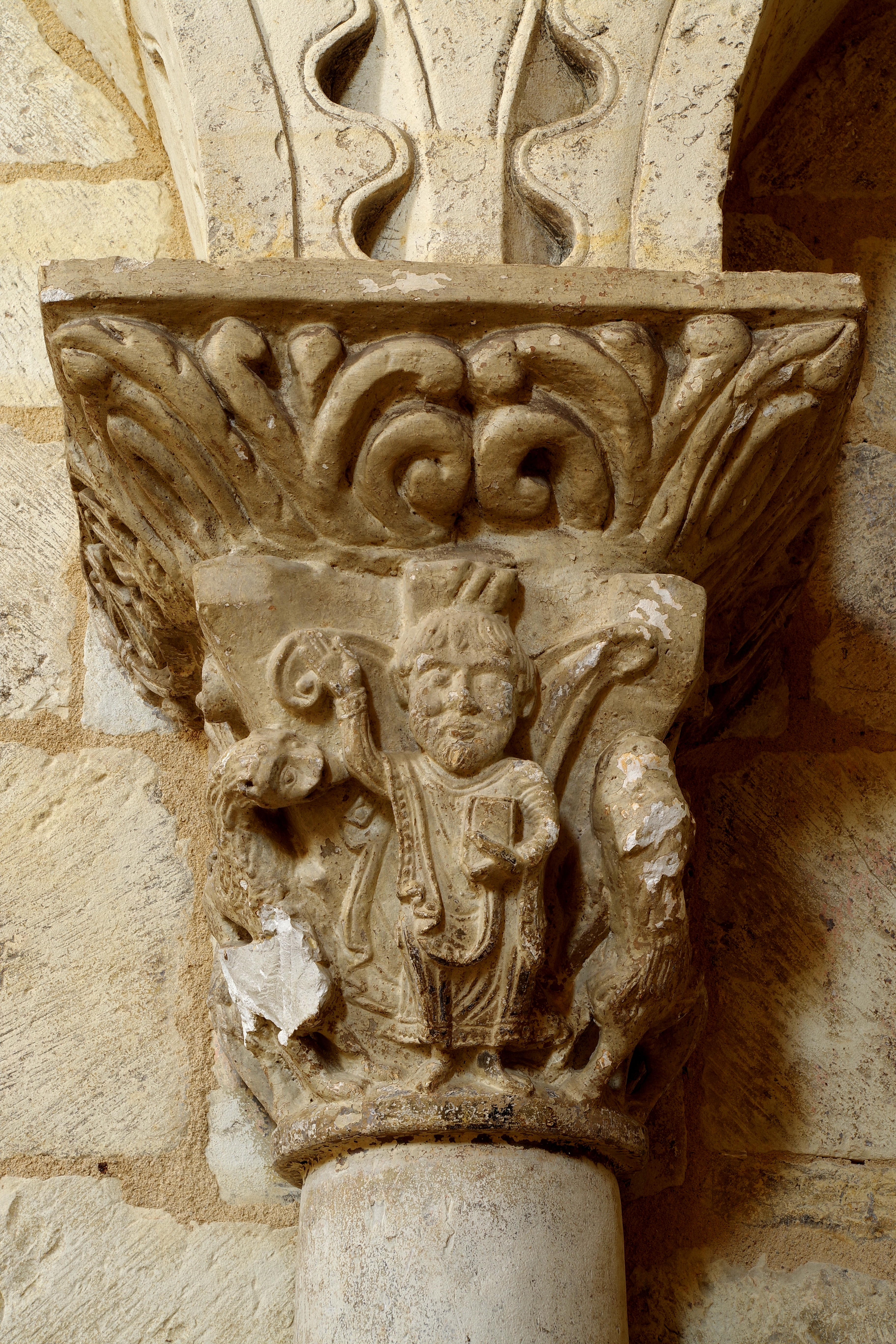

La petite chapelle nord, du début du XIIIe siècle, témoigne d’un gothique primitif de type cistercien par sa voûte en croisée d’ogives et, surtout, d’influences hispano-mauresques pour deux petites ouvertures fortement ébrasées percées dans les murs est et ouest. De l’extérieur, il est facile d’identifier cette construction médiévale jusqu’à environ mi-hauteur, avec ses deux pilastres et des éléments de corniche, surmontée par le clocher érigé selon un appareil bien distinct et où figure 1695, date d’une rénovation par les Barnabites.

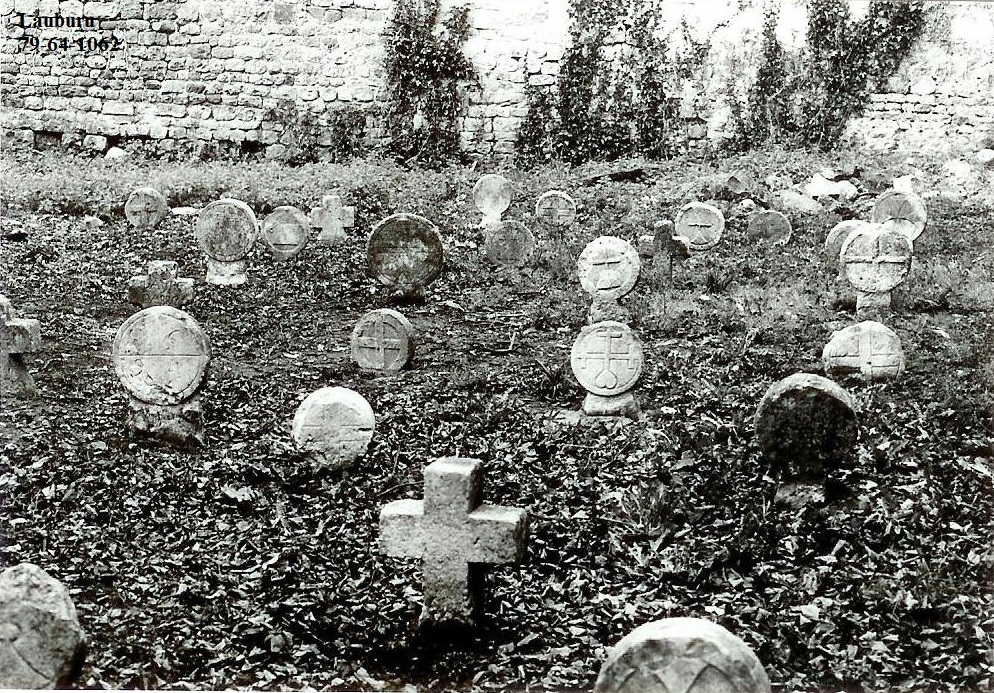
Photographie de la disposition d'origine des stèles prise en 1979 par l'association Lauburu.

L’ancien cimetière, utilisé jusque vers 1865, est situé sur l’emplacement d’un cloître qui était adossé au mur sud de l’église et au mur est de l’hôpital. Ce cloître disparut sans doute lors de la Réforme. Entre la Réforme et la Révolution, c’est-à-dire du temps des Barnabites, un grand nombre de stèles funéraires discoïdales furent érigées en ce lieu. Elles portent parfois un nom qui est celui d’une famille d’Aubertin ou de Lacommande.
Leur disposition d'origine nous est révélée par une photographie prise en 1979 par l'association Lauburu: elles étaient toutes parallèles au mur oriental de l'hôpital, c'est-à-dire orientées face au soleil levant, en accord avec la croyance chrétienne de la résurrection des morts. Cette orientation hautement symbolique a été perdue lors de l'agencement de l'actuel cimetière-jardin. Un recensement de ces stèles et de leurs inscriptions a été effectué car leur dégradation par les intempéries est rapide.
Quelques stèles funéraires discoïdales de l'actuel cimetière-jardin

## Équipements
La commune possède différents équipements tel que 4 logements communaux, un jardin d'enfant, un terrain de pétanque et une salle communale servant à accueillir les différents évènements

## Personnalités liées à la commune
- René Camy (1926-1991), instituteur et maire de Lacommande, conseiller général du canton de Lasseube (1976-1991), fut reçu à l'Académie de Béarn le 10 juin 1989 en reconnaissance de son action dans la préservation et la restauration du patrimoine local[76],[77].